# Wang Saen Suk

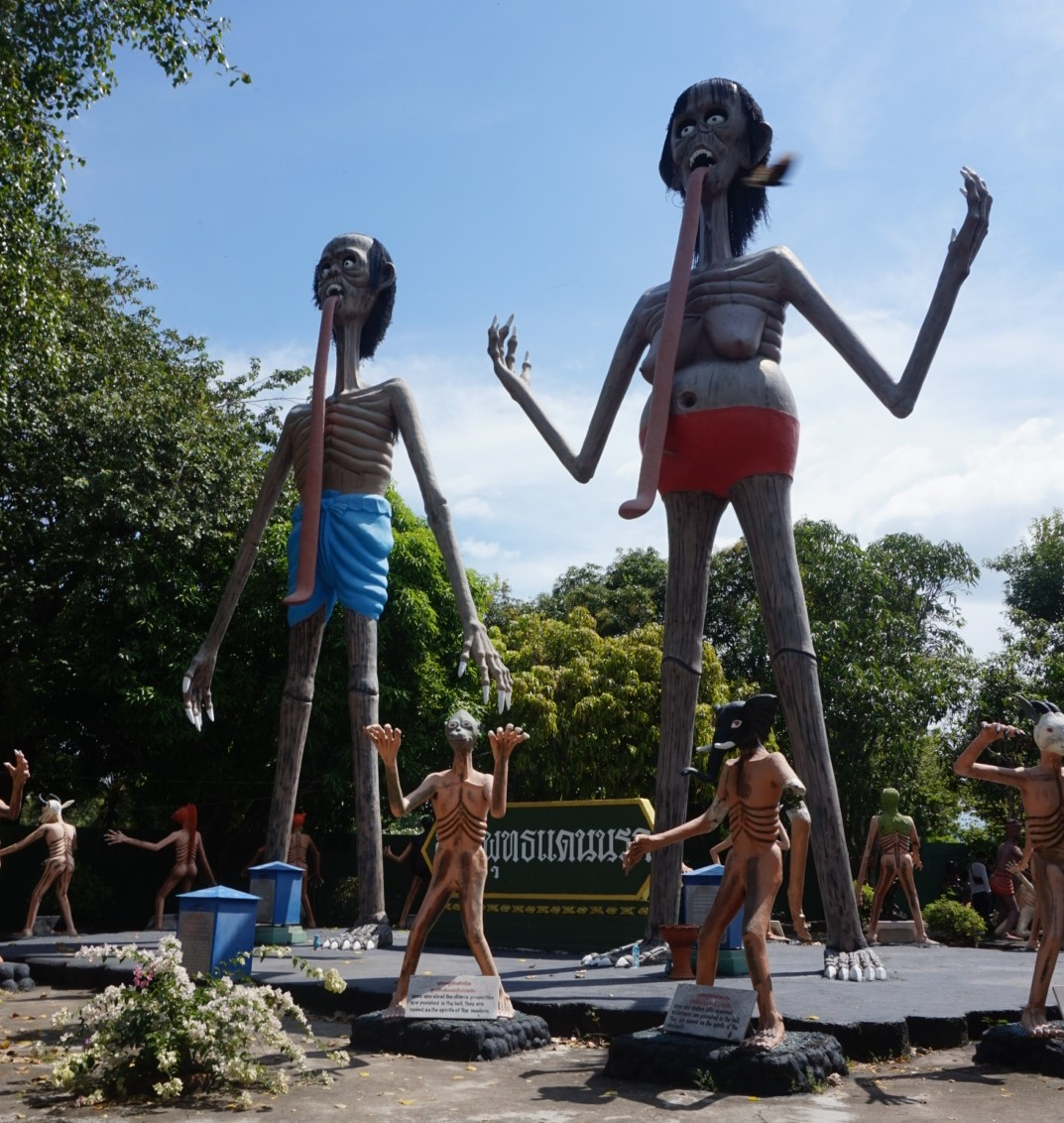
Höllengarten des Wat Saen Suk

Wat Saen Suk (Thailändisch: วัดแสนสุข) oder auch Wang Saen Suk ist ein buddhistischer Tempel in Bang Saen in Thailand. Der Tempel ist eine beliebte Touristenattraktion und bekannt für seine Gartenanlage mit der Darstellung der Naraka, der buddhistischen Unterwelt.

## Lage
Die Tempelanlage befindet sich in Sai 2, Soi 19, Saen Suk, in der Nähe  der Strandpromenade von Bang Saen. Mit dem Auto dauert die Strecke zum Tempel circa eine Stunde von Bangkok.

## Anlage
Die Tempelanlage wurde 1986 errichtet. Auf dem Gelände befinden sich neben den Tempelgebäuden der berühmte Höllengarten, ein künstlicher rechteckiger Fischteich, ein Kiosk und ein weiterer Garten, der das Paradis darstellt.

## Höllengarten

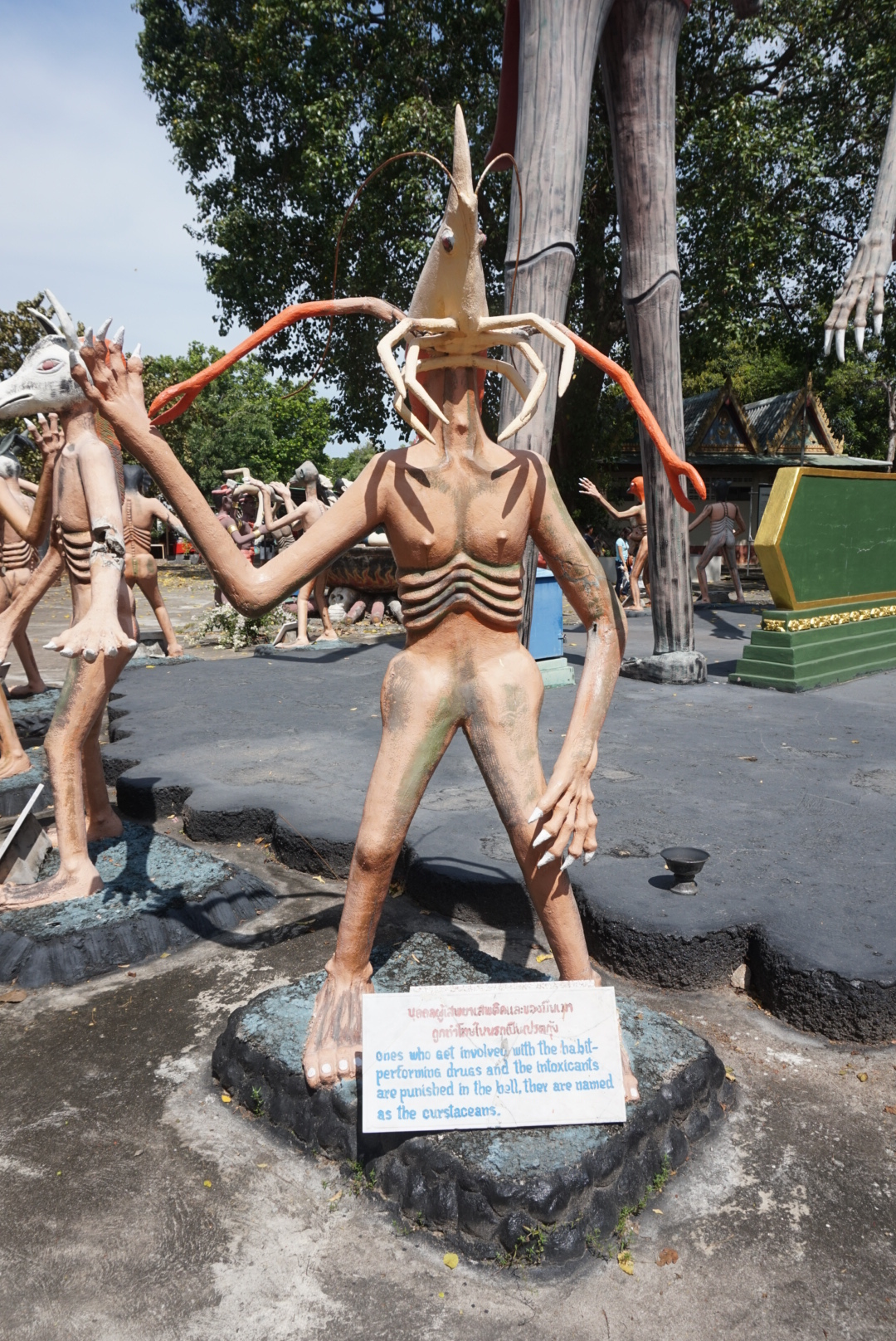
Statue mit Garnelenkopf als Strafe für Drogenkonsum

Der Garten hinter dem Tempel stellt die buddhistische Hölle Naraka, einen Ort der körperlichen Qualen und Leiden dar. Es ist der größte und bekannteste Höllengarten in Thailand.  Der vordere Teil des Gartens wird von zwei riesigen Statuen dominiert. Es handelt sich um die Frau Nang Thong und den Mann Nai Ngean, die beide halbnackt und abgemagert, für ihre Sünden in der Unterwelt büßen müssen. Auffällig sind ihre langgezogenen Zungen, die bis zu den Hüften reichen. Um diese beiden Statuen herum sind kreisförmig 21 Statuen von Menschen Tierköpfen aufgestellt, die jeweils für eine spezifische Sünde stehen. Der Tierkopf ist die Strafe für die betreffende Sünde, beispielsweise erhält man zusätzlich zu den Höllenqualen für Korruption auch einen Schweinskopf, für Drogenkonsum einen Garnelenkopf. Im hinteren Bereich des Gartens sind weitere grausame Bestrafungen für spezielle Sünden dargestellt, wie z. B. das Aufspießen und Zersägen von Sündern. Trotz der brutalen Darstellungen erfreut sich der Park bei lokalen Touristen, insbesondere Familien, großer Beliebtheit.

## Trivia
Der Tempel erlangte internationale Aufmerksamkeit durch die zweite Folge der ersten Staffel der Netflixserie Jack Whitehall: Travels with My Father.  In dieser Folge bereist der britische Komiker Jack Whitehall mit seinem Vater die Tempelanlage mit dem Höllengarten und lässt sich dabei von einem englischen Mönch führen.